# August Landmesser
August Landmesser (Moorrege, distrito de Pinneberg, Schleswig-Holstein Alemania, 24 de mayo de 1910-¿Ston, condado de Dubrovnik-Neretva, Croacia, 17 de octubre de 1944?) fue un trabajador alemán de los astilleros Blohm und Voss de  Hamburgo.
Su figura tomó relevancia a raíz de la fotografía tomada en 1936 en su centro de trabajo, astilleros Blohm und Voss de Hamburgo, en la que un gran número de personas, todas ellas trabajadores del astillero, hacen el saludo nazi en un acto oficial, la botadura del Horst Wessel, siendo él el único que no realiza el mismo, permaneciendo con los brazos cruzados. La fotografía en cuestión se ha titulado El hombre cruzado de brazos en medio del saludo nazi y es una muestra del coraje frente al nazismo.
La fotografía El hombre cruzado de brazos en medio del saludo nazi se halla expuesta en el centro de documentación "Topografía del Terror"  de Berlín en la antigua sede de Gestapo, las SS y la Reichssicherheitshauptamt en el número 8 de la calle Prinz Albrecht desde 1945 tras la toma de la ciudad por las tropas del Ejército Rojo de la URSS que puso fin al régimen nazi con la batalla de Berlín.

## Biografía
August Landmesser nació el 24 de mayo de 1910 en la población de Moorrege del distrito de Pinneberg, en el estado federado de Schleswig-Holstein en Alemania. En 1931, aparentemente con la única esperanza de que su afiliación le ayudase a conseguir un empleo, se afilió al Partido Nacionalsocialista Obrero Alemán en el que militó hasta 1935, cuando fue expulsado por su relación con Irma Eckler, de origen judío, a quien había conocido en 1933 y con quien se unió y tuvo una hija en 1935. No pudo casarse legalmente al estar en vigor las Leyes de Nuremberg que lo impedían.
Entró a trabajar en los astilleros Blohm und Voss de Hamburgo (donde en 1936 fue realizada la fotografía que le dio relevancia). Se casó con Irma Eckler, que era de origen judío, con la que tuvo dos hijas: Ingrid e Irene. En 1937 fue detenido en la frontera con Dinamarca, donde intentaba huir con su familia —formada en ese momento por su mujer y su hija mayor Ingrid. Irma estaba embarazada de su segunda hija, Irene, a quien August no llegó a conocer—. Fue acusado de «deshonrar a la raza» y de «infamia racial» y encarcelado, y ella fue llevada a un campo de concentración junto con su hija. Allí dio a luz a su segunda hija, Irene. Después fue separada de sus hijas y llevada a un campo de exterminio donde fue asesinada.
Salió del campo de concentración en 1941 y fue enviado al frente donde se le dio por desaparecido en Ston, una población del condado de Dubrovnik-Neretva, al sur del istmo de la península de Pelješac, en febrero de 1944. Fue declarado fallecido oficialmente en 1949.
Sus hijas corrieron diferentes suertes: la mayor, Ingrid, vivió con su abuela materna, y la pequeña, Irene, fue llevada a un orfanato y adoptada. La historia se mantuvo en secreto hasta 1996, cuando Irene la hizo pública. Fue ella quien en 1991 descubrió la fotografía en un periódico antiguo.

## La fotografía

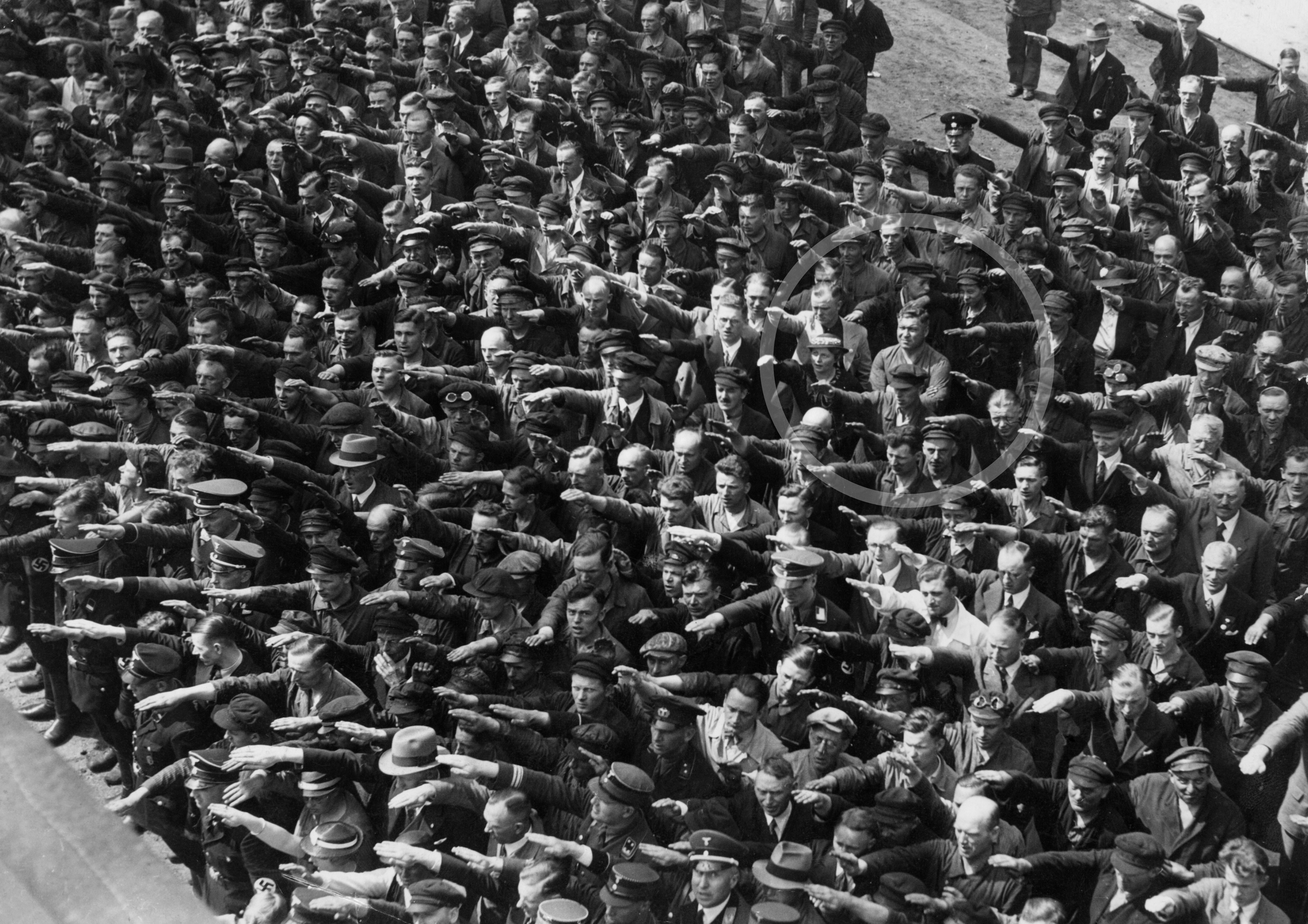
August Landmesser (arriba al centro del círculo a la derecha).

El hombre cruzado de brazos en medio del saludo nazi es una fotografía que muestra a centenares de obreros alemanes haciendo el saludo nazi y entre ellos a un único hombre cruzado de brazos. Se encuentra expuesta en el centro de documentación "Topografía del Terror" ubicado donde hasta 1945 se encontraban las centrales de la Gestapo, las SS y la Reichssicherheitshauptamt (RSHA), en la antigua calle Prinz Albrecht 8 de Berlín en Alemania.
La fotografía fue tomada el 13 de junio de 1936, cuando Hitler participó en el bautismo del acorazado Horst Wessel de la Kriegsmarine en  los astilleros de Blohm und Voss de Hamburgo. La exposición la exhibe como una muestra del coraje individual y la objeción de conciencia.